# Sior Todero brontolon

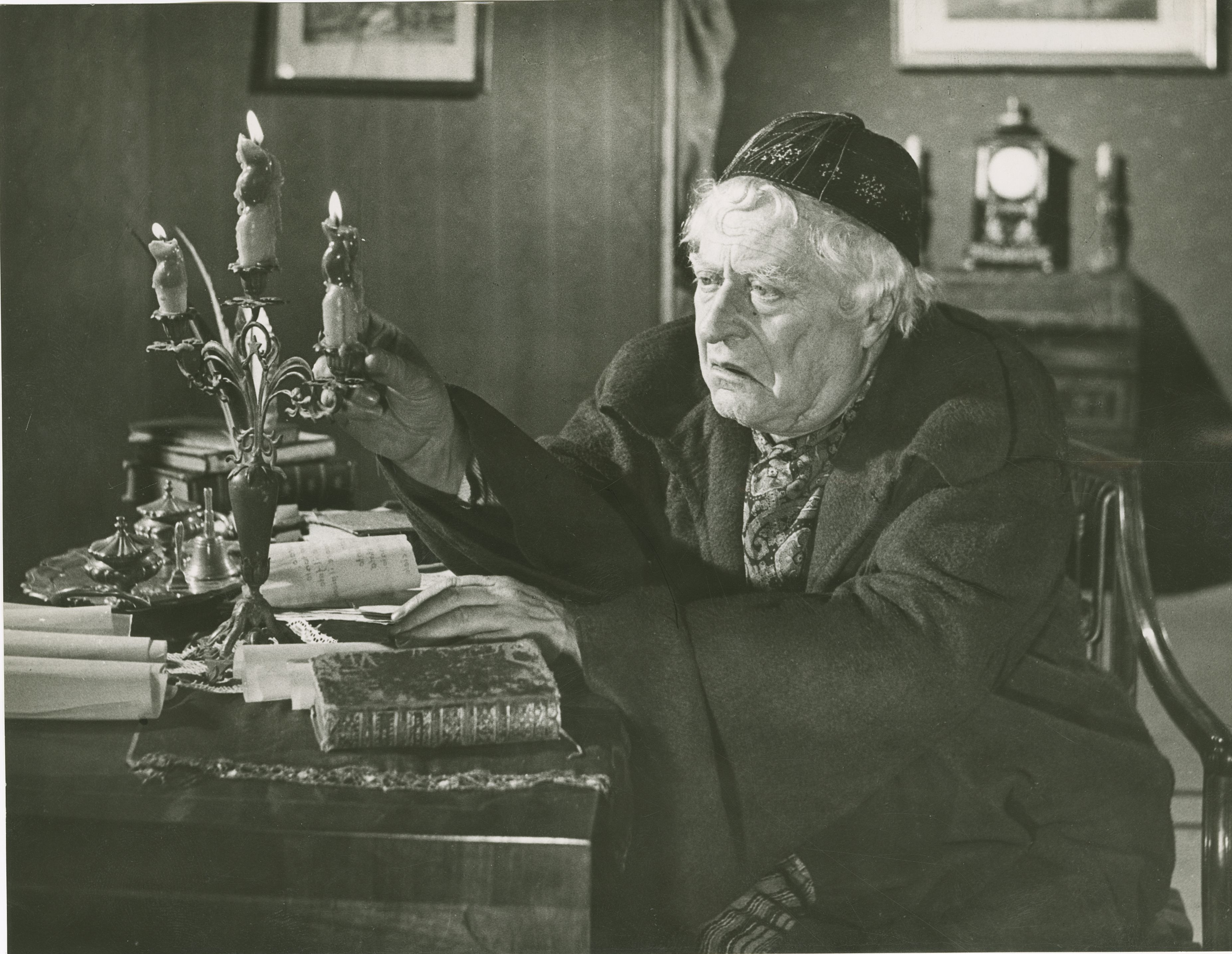
Cesco Baseggio in una scena della commedia. Venezia, Teatro La Fenice, 1957.

Il Sior Todero brontolon o sia Il vecchio fastidioso, comunemente nota come Sior Todero brontolon, è una commedia teatrale prosaistica in veneziano di Carlo Goldoni, in tre atti, composta nel 1761 e messa in scena per la prima volta il 6 gennaio del 1762 nel teatro San Luca di Venezia. Visto il successo, fu replicata per dieci sere consecutive e quindi ripresa nei mesi di febbraio e di ottobre dello stesso anno.
La commedia porta sulla scena il personaggio del vecchio dispotico, avaro e sospettoso, fin dall'antichità una delle figure cardine del teatro comico.

## Trama
Venezia. Il sior Tòdero (cioè il "signor Teodoro") è un vecchio brontolone, avaro e dispotico, un nonno-padrone deciso a controllare tutto quello che succede in casa sua: mette sotto chiave lo zucchero perché gli sembra che se ne consumi troppo, vuole che la nipote sposi chi decide lui. Con un padre così, il figlio è venuto su debole e acquiescente; la servitù mugugna, ma deve abbassare la testa; l’unica a contrastarlo, sia pure senza prenderlo di petto, è la nuora, che vorrebbe dare in sposa la figlia Zanetta a un giovane perbene raccomandato dalla mediatrice, la vedova Fortunata. Quando il sior Todero apprende del complotto, va su tutte le furie e tenta d'imporre alla nipote, invece, lo sciocco figlio del proprio amministratore, un giovinetto per cui ha un debole e a cui non dovrebbe versare la dote. Grazie all'intraprendenza delle donne mature, tutto alla fine andrà a posto, anche perché lo spasimante di Zanetta rinuncia nobilmente alla dote.

## Poetica
Il testo, avvicinabile per il soggetto a I rusteghi, dimostra l’eccezionale padronanza tecnica di Goldoni, capace di delineare a tutto tondo i caratteri dei personaggi. Si tratta della storia di un uomo negativo, per il quale l’autore sembra non provare alcuna simpatia. Addirittura sembra stupirsi che malgrado l’odiosità del protagonista, la commedia abbia incontrato moltissimo il favore del pubblico. Todero, infatti, è un caso-limite: non ha niente di bonario, ha perso qualsiasi tratto della burbera umanità dei Rusteghi. Scrisse l'autore nella prefazione per l'edizione a stampa: Tutta la morale di questa Commedia consiste nell'esposizione di un carattere odioso, affinché se ne correggano quelli che si trovano, per loro disgrazia, da questa malattia attaccati. Non è il mio Todero un carattere immaginario. Pur troppo vi sono al mondo di quelli che lo somigliano; e in tempo che rappresentavasi questa Commedia, intesi nominare più e più originali, dai quali credevano ch'io lo avessi copiato. Dio mi guardi da esporre in pubblico il difetto di chi che sia in particolare; ma in verità, quando scorgo tai caratteri odiosi, faccio forza a me stesso, e vi vuole tutto quel principio di onestà che mi sono prefisso, per risparmiar loro quel ridicolo che si danno da se medesimi
Secondo alcuni studiosi, che segnalano come nel protagonista abbia per la prima e unica volta rappresentato un personaggio totalmente negativo, l'autore, in procinto di trasferirisi in Francia, avrebbe voluto prendere le distanze da quella Venezia (ormai in mano ai mercanti) miope e venale che gli aveva appena negato una pensione vitalizia argomentando che tali sussidi andavano a persone impegnate in attività utili e non a semplici artisti.